# Horstedt (Frise-du-Nord)
Pour les articles homonymes, voir Horstedt.
Horstedt est une commune allemande de l'arrondissement de Frise-du-Nord, Land de Schleswig-Holstein.

## Géographie
Horstedt se situe entre le marais maritime et le Geest.
|           | Arlewatt | Olderup   |
| Hattstedt | Horstedt |           |
|           | Husum    | Schwesing |

Horstedt se trouve le long de la Bundesstraße 5.

## Source, notes et références
- (de) Cet article est partiellement ou en totalité issu de l’article de Wikipédia en allemand intitulé « Horstedt (Nordfriesland) » (voir la liste des auteurs).